# Бейко Гащанов
Бейко войвода с рождено име Бейко Николов Гащанов (около 1835 – неизв.) е български хайдутин, родом от Калугерово, роден в бедно семейство. Подвизавал се като хайдутин през периода от 1858 до 1863 г. и в Средногорието. Поддържал връзка и с хора от Калагларе – Стойко П. Караджов, Боно Манчов, Стойко Т. Чолаков, Стоян Ат. Чочев, Томе Колчаков и др.
Попада в затвора по неизвестни причини през 1857 г. Излиза през 1858 г. и се главява за пъдар. Поддържайки добри отношения с турците вуйчо му, знаейки за изпитваната неприязън на Бейко към тях го клевети като размирник. След побой той хваща гората. Другар му е Марин Иванов Русинов (или Иван Маринов Русинов) от село Яхлере, според други източници от Ферезлий. Заловен от турците бива обесен на мост над река Марица.
След смъртта на другаря му Бейко се присъединява към четата на Тодор Банчев (Банчо войвода) и от 1860 до 1863 г., с която унищожават появилите се в Татарпазарджишко през 1859 година арнаутски разбойнически шайки. След разпускането на тази чета заедно с Георги Ангелиев отиват във Влашко. След завръщането му през 1864 г. една година се подвизава в Средна гора и западна Тракия с малка чета от десетина души.
Бейко бил издръжлив ездач, храбър и справедлив предводител, отличен стрелец и тактик. За смъртта му няма точни данни. Според едни е загинал на височина между Калагларе и Елешница, а според други успява да се спаси и под чуждо име се укрива в Одрин и Цариград. Трета легенда казва, че е убит от неговите хора, защото не е позволил да нападнат мирен турчин.
Връзките между Стойко Караджов и Бейко войвода били здрави и продължителни, но отношенията им се влошили. Причината била в различните им възгледи в борбата с поробителя. Бейко войвода се ползвал с голяма популярност. Неговото име всявало страх сред турското население. Турците не смеели свободно да се движат по нашите места. Една нощ керван от коли на българи и турци от близките села, завръщайки се от Панагюрище, спрял в местността Ливадища край Канарската пътека. По едно време кучешки лай разбудил керванджиите и те наскачали, но пред тях застанали двама въоръжени – единият бил Бейко войвода.
Като се уверил в невинността на керванджиите-турци, Бейко ги пуснал, а на по-изпадналите българи дал шепа пари и пак потънал в среднощния мрак.
Георги Ангелиев, от четата на Тодор Банчев и Бейко войвода, няколко пъти посещавали с. Калагларе – по негово признание тук бил заклет от Георги Бенковски и Г. Манев.
Хайдушката дейност на Бейко войвода е отбелязана от Найден Геров.

## Ятаци на Бейко войвода
- От село Попинци: Иван Сотиров, Кръстю Ненов Карабойчев, Петър и Христо Тодоров Гарванови.
- От село Калагларе: Ангел Стойков Караджов,[5] Стоян Чочев, Никола Бабаджанов, Бою Мачев[6] и Иван Караджов.
- От град Панагюрище: целия род Хаджиманчеви
- от село Джумая: Бойчо и Еньо Лазарови,[7]
- От село Баня: родовете Атмаджови, Брънчеви и Пулеви.